# Krystyna Grochowska
Krystyna Grochowska (ur. 5 października 1942, zm. 10 marca 2025 w Warszawie) – polska wokalistka, członkini zespołu Alibabki.

## Życiorys

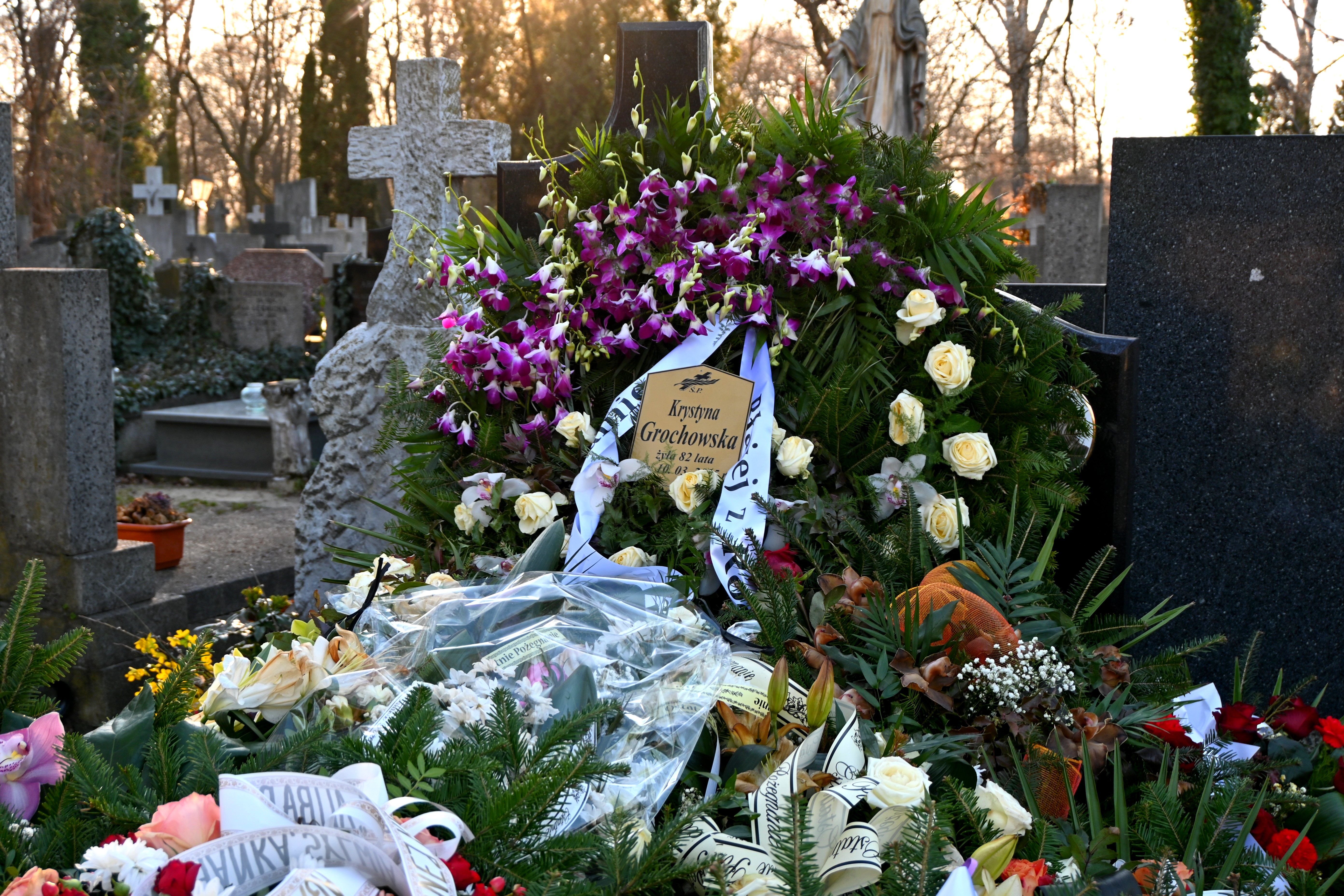
Grób piosenkarki Krystyny Grochowskiej po pogrzebie na Cmentarzu Bródnowskim

Karierę zaczynała w chórze harcerskim przy operze warszawskiej, prowadzonym przez druha Władysława Skoraczewskiego. Była członkiem pierwszego składu zespołu wokalnego Alibabki, z którym debiutowała na I Krajowym Sympozjum Piosenki Harcerskiej w Przemyślu. Z zespołem dokonała nagrań fonograficznych, w tym między innymi płyty W rytmach Jamajca Ska z 1965.
Przez kilkanaście lat związana była również z Warszawskim Chórem Polonia im. Ignacego J. Paderewskiego.
Przez pewien czas była żoną autora tekstów Krzysztofa Dzikowskiego. Para miała dwóch synów – Błażeja i Bartosza, który zmarł w 2014.
12 sierpnia 2009 została odznaczona Srebrnym Medalem „Zasłużony Kulturze Gloria Artis” wraz z innymi członkiniami zespołu Alibabki.
Pochowana na Cmentarzu Bródnowskim w Warszawie (kwatera 56A-5-27).